# 柳下亭種員
柳下亭 種員（りゅうかてい たねかず、文化4年（1807年） - 安政5年8月21日（1858年9月27日））とは江戸時代の戯作者。

## 略歴
江戸の生まれ。板倉氏。通称は坂本屋金七。麓園とも号した。酒屋、本屋、小物屋などの職を転々とした後、柳亭種彦の門人となって長編の合巻を執筆している。
1858年（安政5年）、当時、江戸で多くの死者を出したコレラに感染して死去。

## 作品
- 『児雷也豪傑譚』 合巻 天保10年‐明治元年
- 『白縫譚』90編 合巻 嘉永2年‐嘉永3年 2代柳亭種彦、柳水亭種清と合作、3代目豊国、2代目国貞画
- 『新編歌俳百人撰』1冊 絵入歌俳本 嘉永2年序 3代歌川豊国画
- 『甲越川中嶋軍記』 合巻 嘉永3年または嘉永4年 歌川芳虎画
- 『和漢廿四孝』 合巻 歌川重宣画